# Nederlands Hervormde Kerk (Heerlen)
De Nederlands Hervormde Kerk is een kerkgebouw in de buurt Op de Nobel in Heerlen in de Nederlandse provincie Limburg. Het ligt op de zuidoosthoek van het Tempsplein aan de Dominee Jongeneelstraat in het zuidelijk deel van het stadscentrum.

## Geschiedenis
In 1931-1932 werd de kerk met naastgelegen kosterswoning gebouwd naar het ontwerp van de architecten Jan Stuivinga en Theo Stuivinga.
In 1993 werd de kerk en de kosterswoning gerenoveerd.

## Opbouw
Het kerkgebouw is opgetrokken in baksteen in de stijl van het traditionalisme waarin elementen van zakelijk expressionisme en Berlagiaanse invloeden verwerkt zijn. Het plattegrond van het gebouw is kruisvormig met gelijke spitsboogvormige armen die gedekt worden door hoge zadeldaken die samen een kruisdak vormen. De zadeldaktoren staat in de noordwestelijke oksel van het kerkgebouw tegen de westkant van het schip en de noordzijde van de rechterkruisarm. De ingang van de kerk bevindt zich aan de noordzijde via de narthex.
De kerk is aan de zuidzijde met de kosterswoning verbonden via een gang onder een zadeldak.